# 3440-es busz
A 3440-es jelzésű regionális autóbuszvonal Eger és Kerecsend között húzódik, amelyet a MÁV Személyszállítási Zrt. üzemeltet.

## Útvonala
Az autóbuszvonal Heves vármegye megyeszékhelyét és egyik szomszédos községét, Egert és Kerecsendet köti össze.
A járatok Egeren belül a forgalmasabb; azon kívül minden állomáson és megállóhelyen megállnak. A megyeszékhelyen belül Lajosvárost érintik a 25-ös főúton és azon is maradnak kerecsendi végállomásukig. A vonal érdekessége, hogy egyes járatok egyedüli módon útvonalukra fűzik az egri olajmezők telepét is.
A kerecsendi végállomás legtöbbször a demjéni elágazásban található, de egy iskolai járatpár a Laskó-hídnál, a 3-as főúti csomópontnál fordul.

## Közlekedése
Az autóbuszjáratok munkanaponta és szabadnaponta közlekednek, kiegészítő jelleggel, reggelente a megyeszékhelyre jutás végett, délután az olajmezőki munkarendhez igazodva.
Eger és Kerecsend kapcsolatát tovább emeli számos távolsági (1050, 1052, 1054, 1343, 1348, 1362, 1402, 1427, 1466, 1517) és regionális (3423, 3424, 3430, 3431, 3432, 3433, 3434, 3441, 3442, 3443, 3444, 3445, 3446, 3448, 3667) autóbuszjárat azonos útvonalon. Ezek legtöbbje gyorsított jelleggel közlekedik, de egy része azonos megállási renddel ingázik, mint a néhány 3440-es busz.
| Viszonylat                               | Indításszám     | Közlekedési rend          |
| ---------------------------------------- | --------------- | ------------------------- |
| Eger, aut. áll. – Eger, Olajmezők iroda  | 2 oda, 1 vissza | munkanaponta              |
| Eger, aut. áll. – Kerecsend, Fő út 60.   | 2 oda           | tanítási naponta          |
| Eger, aut. áll. – Kerecsend, Fő út 60.   | 2 oda, 1 vissza | tanszünetben munkanaponta |
| Eger, aut. áll. – Kerecsend, Fő út 60.   | 1 oda           | szabadnaponta             |
| Eger, aut. áll. – Kerecsend, Fő út 150.  | 1 pár           | tanítási naponta          |
| Eger, Tompa utca – Eger, Olajmezők iroda | 1 vissza        | tanszünetben munkanaponta |
| Eger, Olajmezők iroda – Eger, olajmezők  | 1 oda           | tanítási naponta          |

### Járművek
Az autóbuszvonalon kizárólag szóló autóbuszok közlekednek, melyek többségében az Credo Econell 12 járművek. Ezen kívül elvétve jelennek meg további Credo, Mercedes-Benz, MAN és Volvo kocsik (mely jellemzően a reggeli olajmezőki műszakos járatnál fordul elő).

## Megállóhelyei
| 0                                    | Eger, autóbusz-állomás végállomás          | 0.0 km  | 2, 2A, 4, 5, 5A, 6, 7, 7A, 11, 12, 14, 14E, 16, 17, 112, 914 1049, 1050, 1051, 1053, 1054, 1343, 1344, 1346, 1347, 1348, 1349, 1351, 1352, 1362, 1380, 1383, 1426, 1427, 1428, 1447, 1466, 1468, 1517 3400, 3402, 3403, 3405, 3406, 3407, 3408, 3409, 3410, 3411, 3412, 3414, 3415, 3416, 3417, 3418, 3419, 3420, 3423, 3424, 3426, 3430, 3431, 3432, 3433, 3434, 3435, 3441, 3442, 3443, 3444, 3445, 3446, 3448, 3450, 3455, 3456, 3457, 3458, 3462, 3469, 3470, 3471, 3472, 3473, 3474, 3476, 3479, 3480, 3481, 3482, 3483, 3484, 3488, 3604, 3660, 3667, 4012, 4014, 4015, 4157 |
| 1                                    | Eger, színház                              | 0.7 km  | 2, 2A, 7, 7A, 11, 12, 14, 14E, 17, 112 1053, 1054, 1343, 1344, 1346, 1348, 1362, 1380, 1381, 1426, 1427, 1428, 1447, 1468, 1517 3402, 3408, 3410, 3411, 3414, 3419, 3420, 3423, 3424, 3426, 3430, 3431, 3433, 3434, 3435, 3436, 3441, 3442, 3443, 3444, 3445, 3448, 3667, 4011, 4014, 4015, 4018, 4021, 4022, 4157 |
| 2                                    | Eger vasútállomás, bejárati út             | 1.4 km  | 3A, 6, 11, 12, 13, 14, 14E, 112, 113 1050, 1051, 1053, 1054, 1343, 1346, 1348, 1362, 1380, 1383, 1402, 1427, 1466, 1517 3400, 3402, 3407, 3408, 3410, 3411, 3414, 3423, 3424, 3426, 3430, 3431, 3432, 3433, 3434, 3435, 3436, 3441, 3442, 3443, 3444, 3445, 3446, 3448, 3472, 3479, 3482, 3484, 3667, 4011, 4015, 4157 IR87 , személyvonat – Eger (87, 87a) |
| 3                                    | Eger, Tompa utca vonalközi végállomás      | 3.0 km  | 3A, 6, 11, 12, 13, 14, 14E, 16, 112, 113, 914 1050, 1051, 1053, 1054, 1343, 1346, 1348, 1362, 1380, 1427, 1466, 1517 3402, 3408, 3410, 3411, 3414, 3423, 3424, 3426, 3430, 3431, 3432, 3433, 3434, 3435, 3436, 3441, 3442, 3443, 3444, 3445, 3446, 3448, 3472, 3479, 3482, 3484, 3667, 4011, 4015, 4157 |
| 4                                    | Eger, olajmezők (↓) vonalközi végállomás   | 6.1 km  | 1466 3430, 3431, 3433, 3441, 3442, 3443 |
| Munkanaponta 4 járat által érintett. |                                            |         | |
| ∫                                    | Eger, Olajmezők iroda vonalközi végállomás | ∫       | |
| 4                                    | Eger, olajmezők (↓) vonalközi végállomás   | 6.1 km  | 1466 3430, 3431, 3433, 3441, 3442, 3443 |
| 5                                    | Kerecsend, kertszövetkezet                 | 7.3 km  | 3424, 3430, 3431, 3433, 3434, 3441, 3442, 3443 |
| 6                                    | Kerecsend, Fő út 60. vonalközi végállomás  | 13.7 km | 1050, 1054, 1343, 1348, 1362, 1402, 1427, 1466, 1517 3423, 3424, 3430, 3431, 3432, 3433, 3434, 3441, 3442, 3443, 3444, 3445, 3446, 3448, 3450, 3667 |
| 7                                    | Kerecsend, Fő út 150. végállomás           | 14.4 km | 3430, 3441, 3442, 3443, 3444, 3445, 3446, 3448, 3667 |